# Pinetyzacja

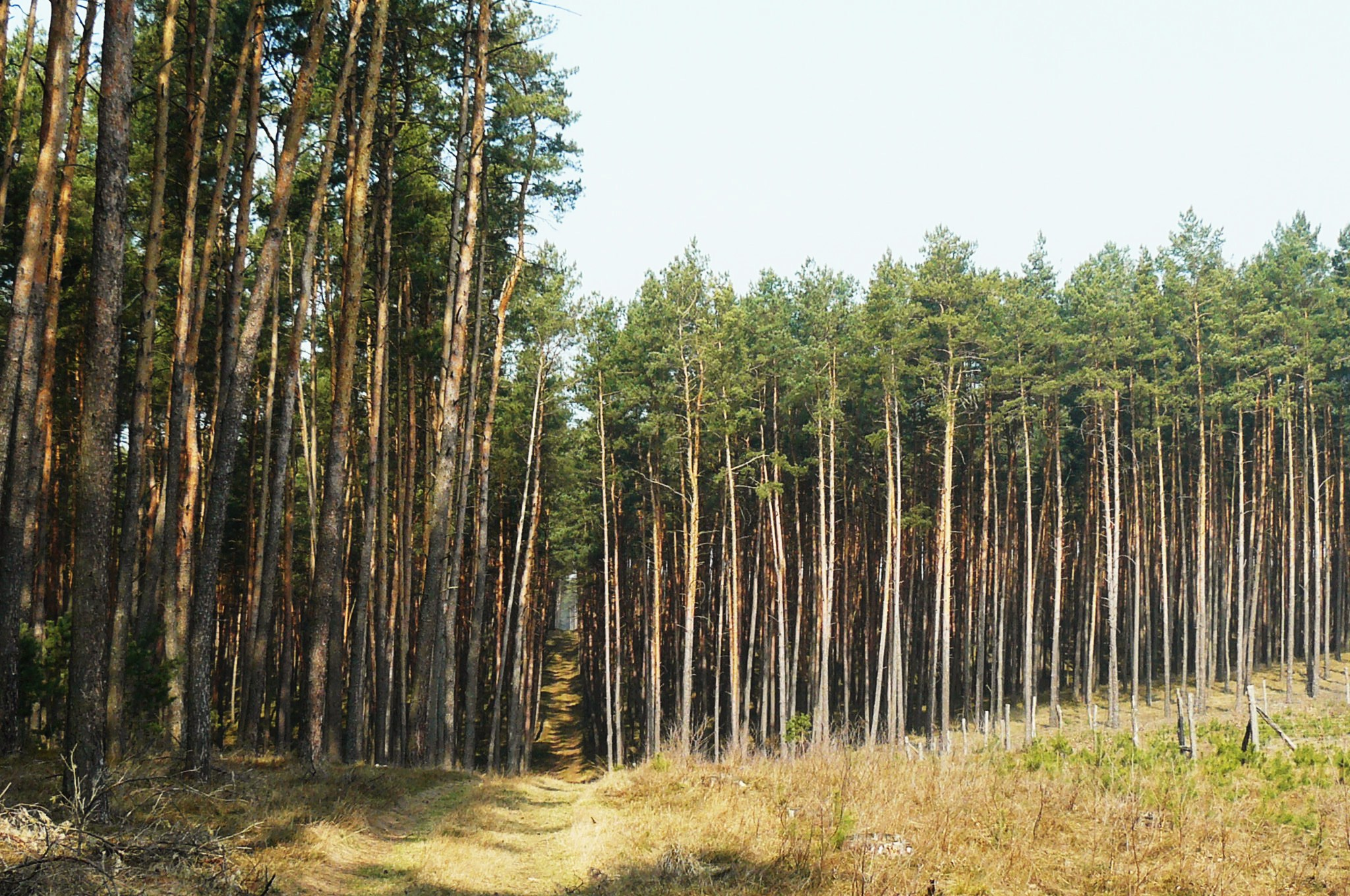
Monokultura sosnowa w Puszczy Drawskiej

Pinetyzacja – jeden z objawów degeneracji ekosystemów leśnych, spowodowanych niewłaściwą gospodarką człowieka. Jest wynikiem wprowadzania monokultur sosnowych w miejsce wielogatunkowych ekosystemów leśnych i owocuje m.in. zakwaszaniem warstw gleby przez sosny oraz zmianą składu gatunkowego runa leśnego, podszytu i podrostu.